# Amalrico I de Montfort

Escudo de Armas dos Senhores de Montfort-l'Amaury.

Amalrico I de Monforte (? - 1053) foi o 2º senhor de Monforte tendo procedido à construção de um castelo de madeira sobre um monte, facto de que procede o nome Monforte (literalmente: Monte Forte). 
Mais tarde veio a construir no mesmo logar um castelo e pedra, para proteger a cidade que entretanto foi crescendo em redor do castelo, rodeado por fortificações. 
Conjuntamente com o seu pai procedeu à construção da Igreja de Saint-Pierre e da Capela de Saint-Laurent.

## Relações familiares
Foi filho de Guilherme de Montfort, Barão de Monforte e de N de Beauvais, senhora de Épernon. Casou-se cerca de 1028 com Bertrande Gometz de quem teve:
1. Simão I de Montfort (1030 — 1087), que o sucedeu e que foi casado por duas vezes, a primeira com Isabele de Broyes, filha de Hugo Bardoul, senhor de Broyes e Pithiviers, e a segunda vez com Inês de Évreux (1035 -?), filha de Ricardo de Évreux (c. 1011 - 13 de dezembro de 1067), conde de Évreux, e de Godehilde, viúva de Roger I de Tosny.